# 549
549 foi um ano comum do século VI que teve início e terminou a uma sexta-feira, segundo o Calendário Juliano. a sua letra dominical foi C
| Ano completo                       |
| ---------------------------------- |
| Ano comum com início à sexta-feira |

## Mortes
- Teudiselo, rei dos Visigodos